# Kosmos 212 und 213
| Missionsdaten                                                                                                |                           |                           |
| Mission | Kosmos 212                | Kosmos 213                |
| NSSDC ID: | 1968-029A                 | 1968-030A                 |
| Raumschiff:                                                                                                  | GRAU-Index 11F615         | GRAU-Index 11F615         |
| Raumschiff:                                                                                                  | Sojus 7K-OK(A)            | Sojus 7K-OK(P)            |
| Raumschiff:                                                                                                  | Seriennummer 8            | Seriennummer 7            |
| Masse: | 6500 kg                   | 6500 kg                   |
| Trägerrakete:                                                                                                | Sojus (GRAU-Index 11A511) | Sojus (GRAU-Index 11A511) |
| Start: | 14. April 1968 10:00 UT   | 15. April 1968 09:34 UT   |
| Startplatz:                                                                                                  | Baikonur 31/6             | Baikonur 1/5              |
| Landung: | 19. April 1968 08:10 UT   | 20. April 1968 10:11 UT   |
| Flugdauer:                                                                                                   | 4d, 22h, 10min            | 5d, 0h, 37min             |
| Besatzung:                                                                                                   | unbemannt                 | unbemannt                 |
| Bahndaten (1. Umlauf)                                                                                        |                           |                           |
| Umlaufzeit:                                                                                                  | 88,75 min                 | 89,16 min                 |
| Bahnneigung:                                                                                                 | 51,7°                     | 51,4°                     |
| Apogäum: | 225 km                    | 245 km                    |
| Perigäum: | 186 km                    | 193 km                    |
| ◄ Vorher / nachher ►                                                                                         |                           |                           |
| \| Kosmos 188 (unbemannt) \| Kosmos 238 (unbemannt) \| \| Bemannte Missionen: \| \| \| Sojus 1 \| Sojus 3 \| |                           |                           |
| Kosmos 188 (unbemannt)                                                                                       | Kosmos 238 (unbemannt)    |                           |
| Bemannte Missionen:                                                                                          |                           |                           |
| Sojus 1 | Sojus 3                   |                           |

Kosmos 212 und Kosmos 213 waren zwei unbemannte Sojus-Raumschiffe, die im April 1968 eine automatische Kopplung in der Erdumlaufbahn durchführten.

## Vorbereitung
Eine Kopplung zweier bemannter Sojus-Raumschiffe war im April 1967 mit Sojus 1 und Sojus 2A geplant, wurde jedoch nach Problemen bei Sojus 1 abgesagt. Beim Absturz von Sojus 1 fand der Kosmonaut Wladimir Komarow den Tod. Ein weiterer Versuch wurde im Oktober 1967 mit den unbemannten Raumschiffen Kosmos 186 und 188 durchgeführt. Die Kopplung gelang zwar nicht vollständig, war jedoch die erste erfolgreiche automatische Verbindung zweier Raumflugkörper. Aufgrund einiger Mängel ordnete die Leitung der sowjetischen Raumfahrt einen weiteren unbemannten Versuch an.

## Start
Unter der Tarnbezeichnung Kosmos 212 startete das erste Raumschiff am 14. April 1968 um 10:00 UTC von der Startrampe 31 in Baikonur. Kurz zuvor war noch erwogen worden, den Start abzubrechen, weil es Anzeichen gab, dass ein System ausgefallen war.
Am Tag danach, dem 15. April 1968 um 09:34 UTC folgte Kosmos 213 von der Startrampe 1. Der Einschuss in die Umlaufbahn war sehr präzise, so dass der Abstand zu Kosmos 212 nur 4 Kilometer betrug und das Rendezvous sofort eingeleitet werden konnte.
Dies waren der siebte und achte Start eines Sojus-Raumschiffs.

## Kopplung
Bei der Annäherung in der Erdumlaufbahn übernahm Kosmos 212 den aktiven Part. Zur Überraschung der Flugleitung erfolgte die Kopplung sehr rasch und mit großer Präzision. Bereits 20 min nach dem Start von Kosmos 212 betrug um 9:54 UTC kurz vor dem Verlassen der UKW-Funkreichweite die Distanz nur noch 335 m bei einer Relativgeschwindigkeit von ca. 2 m/s. Schon um 10:21 UTC koppelten die beiden Raumschiffe aneinander an. Da dies über dem Südpazifik nunmehr außerhalb der UKW-Reichweite der sowjetischen Bodenstationen erfolgte, konnte die Flugleitung die Kopplung nicht über die montierte Fernsehkamera verfolgen, sondern musste sich auf Daten stützen, welche mittels Kurzwelle übertragen wurden. Nachdem kurz hintereinander die Bestätigungen einer vollständigen Kopplung von den unabhängig agierenden Empfangsstationen Alma-Ata, Nowosibirsk und Taschkent und unmittelbar danach Bestätigungen weiterer zwei Stationen in der Flugleitzentrale eintrafen, vertraute man diesen Daten. Im Gegensatz zur Mission von Kosmos 186 und Kosmos 188 gelang die Kopplung vollständig. Zum Andocken waren während des Rendezvous nur 14 Triebwerkszündungen notwendig gewesen, während bei dem vorangegangenen Rendezvous von Kosmos 186 mit dem passiven Partner Kosmos 188 insgesamt 28 Zündungen erfolgt waren. 
Die beiden Raumschiffe blieben während zweieinhalb Erdumkreisungen verbunden und wurden um 14:11 UTC wieder getrennt.

## Weiterer Flugverlauf und Landung
In den folgenden Tagen führte Kosmos 212 mehrere Kurskorrekturen durch, wobei verschiedene Lageregelungssysteme verwendet wurden. Auch ein Ausfall aller Systeme wurde simuliert, wobei ein Kosmonaut das Raumschiff mit Handsteuerung ausrichtete. Die dazu notwendige optische Orientierung erhielt er über ein Fernsehsignal aus dem Raumschiff.
Kosmos 212 landete am 19. April um 08:10 UTC in der Nähe von Karaganda. Nach der Landung lösten sich die Fallschirme nicht wie vorgesehen, so dass starke Winde die Rückkehrkapsel 5 km weit über die Steppe zogen.
Kosmos 213 landete am Folgetag, dem 20. April 1968 um 10:11 UTC. Auch hier wehten starke Winde mit Geschwindigkeiten um 90 km/h. Wie bei Kosmos 212 verfing sich der Wind in den Fallschirmen, so dass auch diese Landekapsel weit über den Boden geschleift wurde. Später stellte sich heraus, dass die Ursache hierfür statische Aufladungen in den Fallschirmseilen war, die das Ablösen der Leinen verhinderte.

## Auswirkungen auf das Sojus-Programm
Zwar wurde unter Beweis gestellt, dass die verschiedenen Lageregelungssysteme nun funktionierten, jedoch konnte den Fallschirmen immer noch nicht vertraut werden. Hier waren weitere Änderungen und ein weiterer unbemannter Flug notwendig. Unter der Bezeichnung Kosmos 238 erfolgte dieser im August 1968. Dadurch verzögerte sich der geplante Start zweier bemannter Sojus-Raumschiffe weiter.
Im amerikanischen Apollo-Programm waren nach der Katastrophe von Apollo 1 im Januar 1967 die bemannten Missionen noch immer ausgesetzt. Der erste bemannte Flug des neuen Apollo-Raumschiffs war jedoch für den Herbst 1968 unter der Bezeichnung Apollo 7 geplant.